# Canthidium dohrni
Canthidium dohrni är en skalbaggsart som beskrevs av Edgar von Harold 1867. Canthidium dohrni ingår i släktet Canthidium och familjen bladhorningar. Inga underarter finns listade.